# 16 mars aux Jeux paralympiques d'hiver de 2018
Le vendredi 16 mars aux Jeux paralympiques d'hiver de 2018 est le septième jour de compétition.

## Programme
| Heure UTC+9 (Pyeongchang)                     |               |
| bleu                                          | Cérémonie     |
| neutre                                        | Épreuve       |
| or                                            | Finale        |
| orange                                        | Petite finale |
| rose                                          | Reporté       |
| gris                                          | Annulé        |
| Compétition masculine                         | Hommes        |
| Compétition féminine                          | Femmes        |
| Compétition mixte (hommes et femmes mélangés) | Mixte         |
| Compétition en couple (1 homme et 1 femme)    | Couple        |
| modifier                                      |               |

L'heure indiquée est celle de Pyeongchang, pour l'heure française il faut enlever 8 heures.
| Horaire | Discipline Spécialité | Discipline Spécialité          | Discipline Spécialité | Phase                             | Résultats                                                | Références |
| 10:00   |                       | Biathlon 12,5 km assis         |                       | Finale                            | Andrea Eskau · Oksana Masters · Lidziya Hrafeyeva        |            |
| 10:20   |                       | Biathlon 15 km assis           |                       | Finale                            | Martin Fleig · Daniel Cnossen · Collin Cameron           |            |
| 10:30   |                       | Snowboard Banked Slalom SB-LL1 |                       | Run 1                             | -                                                        |            |
| 10:35   |                       | Snowboard Banked Slalom SB-LL2 |                       | Run 1                             | -                                                        |            |
| 10:45   |                       | Snowboard Banked Slalom SB-UL  |                       | Run 1                             | -                                                        |            |
| 11:08   |                       | Snowboard Banked Slalom SB-LL1 |                       | Run 1                             | -                                                        |            |
| 11:21   |                       | Snowboard Banked Slalom SB-LL2 |                       | Run 1                             | -                                                        |            |
| 11:42   |                       | Snowboard Banked Slalom SB-LL1 |                       | Run 2                             | -                                                        |            |
| 11:47   |                       | Snowboard Banked Slalom SB-LL2 |                       | Run 2                             | -                                                        |            |
| 11:57   |                       | Snowboard Banked Slalom SB-UL  |                       | Run 2                             | -                                                        |            |
| 12:00   |                       | Biathlon 12,5 km debout        |                       | Finale                            | Anna Milenina · Iekaterina Roumiantseva · Brittany Hudak |            |
| 12:20   |                       | Snowboard Banked Slalom SB-LL1 |                       | Run 2                             | -                                                        |            |
| 12:33   |                       | Snowboard Banked Slalom SB-LL2 |                       | Run 2                             | -                                                        |            |
| 12:54   |                       | Snowboard Banked Slalom SB-LL1 |                       | Run 3                             | Brenna Huckaby · Cécile Hernandez · Amy Purdy            |            |
| 13:00   |                       | Biathlon 15 km debout          |                       | Finale                            | Mark Arendz · Benjamin Daviet · Nils-Erik Ulset          |            |
| 13:01   |                       | Snowboard Banked Slalom SB-LL2 |                       | Run 3                             | Bibian Mentel-Spee · Brittani Coury · Lisa Bunschoten    |            |
| 13:13   |                       | Snowboard Banked Slalom SB-UL  |                       | Run 3                             | Mike Minor · Patrick Mayrhofer · Simon Patmore           |            |
| 13:38   |                       | Snowboard Banked Slalom SB-LL1 |                       | Run 3                             | Noah Elliott · Mike Schultz · Bruno Bosnjak              |            |
| 13:53   |                       | Snowboard Banked Slalom SB-LL2 |                       | Run 3                             | Gurimu Narita · Evan Strong · Matti Suur-Hamari          |            |
| 14:40   |                       | Biathlon 12,5 km malvoyants    |                       | Finale                            | Mikhalina Lyssova · Oksana Shyshkova · Clara Klug        |            |
| 14:50   |                       | Biathlon 15 km malvoyants      |                       | Finale                            | Vitaliy Lukyanenko · Oleksandr Kazik · Anthony Chalencon |            |
| 15:35   |                       | Curling                        |                       | Demi-finale                       | 4 - 3                                                    |            |
| 15:35   |                       | Curling                        |                       | Demi-finale                       | 6 - 8                                                    |            |
| 16:00   |                       | Hockey sur luge                |                       | Manche de classement (places 7-8) | 1 - 5                                                    |            |
| 20:00   |                       | Hockey sur luge                |                       | Manche de classement (places 5-6) | 6 - 2                                                    |            |

### Médailles du jour
| Rang  | Nation                         | Or | Argent | Bronze | Total |
| ----- | ------------------------------ | -- | ------ | ------ | ----- |
| 1     | États-Unis                     | 3  | 5      | 1      | 9     |
| 2     | Athlètes paralympiques neutres | 2  | 1      |        | 3     |
| 3     | Allemagne                      | 2  |        | 1      | 3     |
| 4     | Ukraine                        | 1  | 2      |        | 3     |
| 5     | Canada                         | 1  |        | 2      | 3     |
| 6     | Pays-Bas                       | 1  |        | 1      | 2     |
| 7     | Japon                          | 1  |        |        | 1     |
| 8     | France                         |    | 2      | 1      | 3     |
| 9     | Autriche                       |    | 1      |        | 1     |
| 10=   | Australie                      |    |        | 1      | 1     |
| 10=   | Biélorussie                    |    |        | 1      | 1     |
| 10=   | Croatie                        |    |        | 1      | 1     |
| 10=   | Finlande                       |    |        | 1      | 1     |
| 10=   | Norvège                        |    |        | 1      | 1     |
| Total | Total                          | 11 | 11     | 11     | 33    |